# Bäckebo
Bäckebo är en tätort i Nybro kommun i Kalmar län och kyrkby i Bäckebo socken. Orten är i praktiken sammanväxt med byn Balebo, belägen omedelbart öster om Bäckebo.

## Historia
Bäckebo omtalas i skriftliga handlingar första gången 1458 ('Bækæboda') då Birgitta Gustavsdotter Sture (ur äldre Stureätten) ärvde tre gårdar i byn. Under 1500-talet fanns i Bäckebo två mantal frälse och en frälsekvarn tillhörande släkten Färla och ett mantal frälse tillhörigt släkten Tott. Omkring 1600 blev Bäckebo platsen för ett kapell. Nordost om samhället, i Skåningsmåla, låg Balebo hälsobrunn, där vattnet ansågs bra till ögonbad.

### Befolkningsutveckling
| Befolkningsutvecklingen i Bäckebo 1960–2020 | Befolkningsutvecklingen i Bäckebo 1960–2020 | Befolkningsutvecklingen i Bäckebo 1960–2020 | Befolkningsutvecklingen i Bäckebo 1960–2020 | Befolkningsutvecklingen i Bäckebo 1960–2020 |
| ------------------------------------------- | ------------------------------------------- | ------------------------------------------- | ------------------------------------------- | ------------------------------------------- |
|                                             |                                             |                                             |                                             |                                             |
| År                                          |                                             |                                             | Folkmängd                                   | Areal (ha)                                  |
| 1960                                        | 1960                                        |                                             | 232                                         |                                             |
| 1965                                        | 1965                                        |                                             | 232                                         |                                             |
| 1970                                        | 1970                                        |                                             | 224                                         |                                             |
| 1975                                        | 1975                                        |                                             | 256                                         |                                             |
| 1980                                        | 1980                                        |                                             | 306                                         |                                             |
| 1990                                        | 1990                                        |                                             | 306                                         | 83                                          |
| 1995                                        | 1995                                        |                                             | 283                                         | 85                                          |
| 2000                                        | 2000                                        |                                             | 256                                         | 85                                          |
| 2005                                        | 2005                                        |                                             | 241                                         | 85                                          |
| 2010                                        | 2010                                        |                                             | 219                                         | 84                                          |
| 2015                                        | 2015                                        |                                             | 223                                         | 83                                          |
| 2020                                        | 2020                                        |                                             | 226                                         | 90                                          |
|                                             |                                             |                                             |                                             |                                             |

## Näringsliv
Det lokala näringslivet präglas framför allt av bolag verksamma inom skogsbranschen samt jord- och skogsbruk. Ortens största arbetsgivare är sågverken i Bäckebo och Jonsryd. I den tidigare bensinmacken i Balebo finns numera ett livsmedelsföretag.

## Utbildning
I Bäckebo fanns till och med läsåret 2015/16 en låg- och mellanstadiestadieskola. På grund av svårigheter att rekrytera personal skedde ingen utbildning under läsåret 2016/17. Från och med läsåret 2017/2018 lades skolan ner. Undervisningen flyttades istället till Alsterbro.

## Evenemang
Årligen i september arrangeras här Bäckebo marknad, en tillställning som kan spåras tillbaka till 1700-talet. 

## Kultur
Den tidigare bensinmacken i Balebo, Bäckebo Bil & Smide, omskapades under de första åren av 2000-talet till vad man kallade kulturmack. Här hölls bland annat konst- och hantverksutställningar och försäljning samt enklare kaféverksamhet, allt i regi av lokala företagare. Organisationen Musik i Glasriket använde också Kulturmacken som evenemangsplats. Kulturmackens verksamhet upphörde 2010.

## Föreningar
Bäckebo Gymnastik och Idrottsförening har flera fotbollslag. Damernas A-lag spelar i division 3. Herrarnas A-lag spelar i division 6. Det finns flera föreningar på orten bland annat Bäckebo hembygdsförening, bygdegårdsföreningen, en skid- och motionsklubb och en kvinnoförening (Husmodersföreningen). Kyrkan i Bäckebo har flera körer.

## Sevärdheter
- Bäckebo kyrka (färdigställd 1845) med en piporgel av Johannes Magnusson
- Fångstgropen i Luvehult[16]
- Bäckebo gamla bro[17]
- Ryggåsstugan Heddastugan i Rugstorp[16]
- Backstugan i Stenaråsen[16]
- Nedslagsplatsen för Bäckebobomben[18]

## Galleri

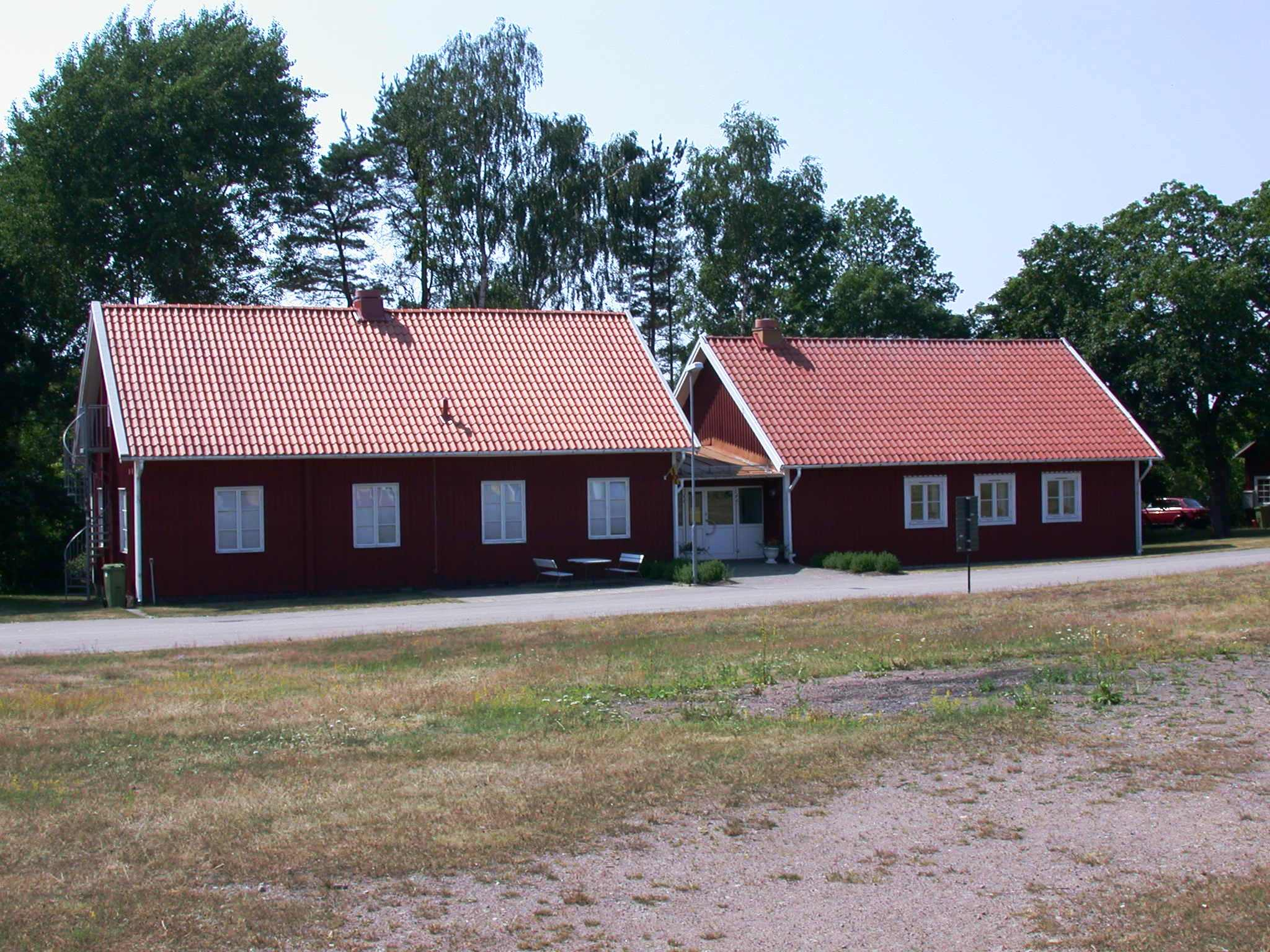
Bäckebo församlingshem
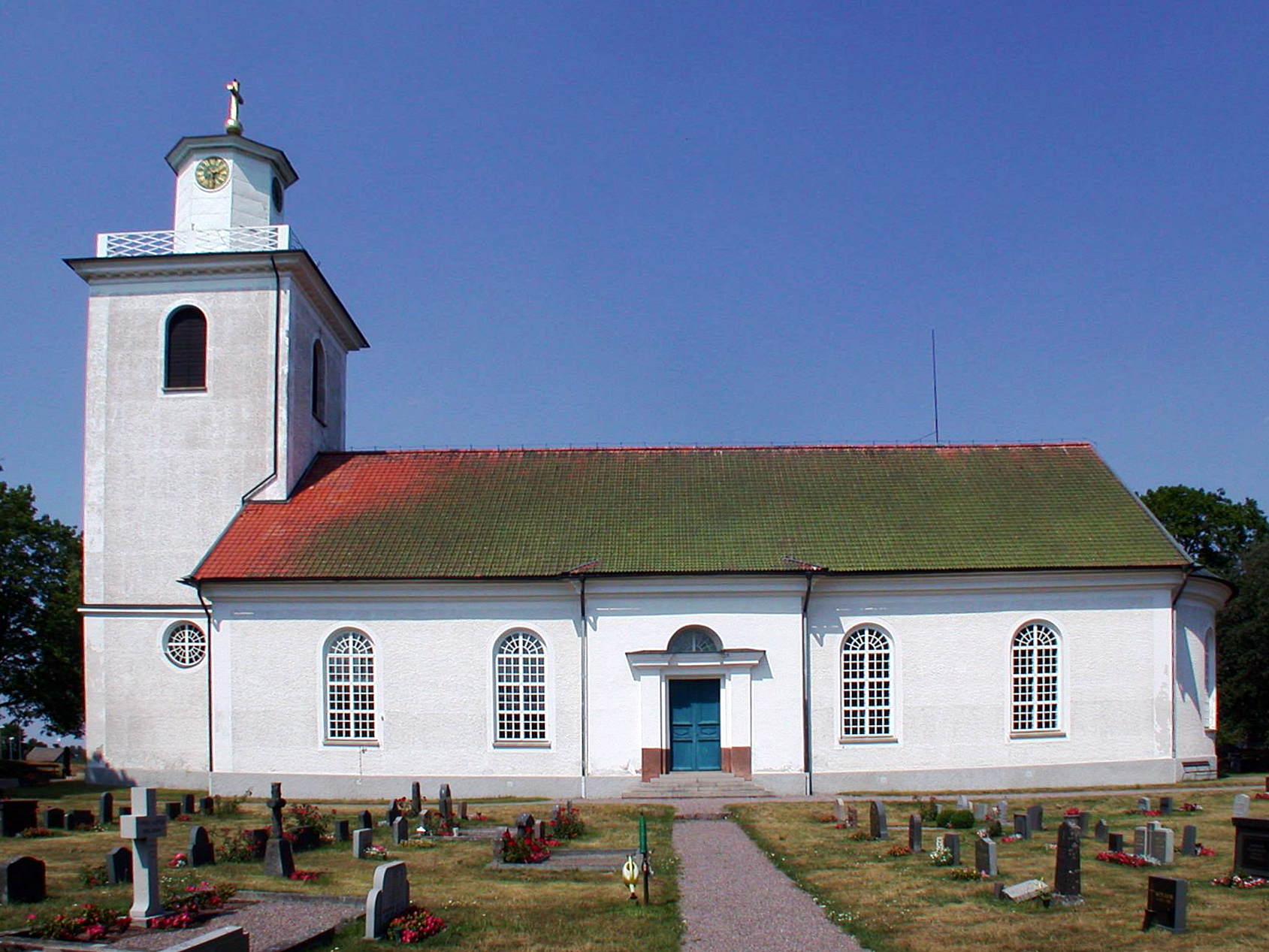
Bäckebo kyrka